# Cathédrale de Luleå
La cathédrale de Luleå (Luleå domkyrka) est une cathédrale située au centre-ville de Luleå, dans le Comté de Norrbotten, au nord de la Suède,.

## Description
L'église a été inaugurée le 3 décembre 1893, premier dimanche de l'Avent sous le nom "église Oscar Fredrik" (Oscar Fredriks kyrka). Elle prit le nom actuel lorsqu'en 1904, l'évêché de Luleå fut formé.
C'est à la fois la cathédrale la plus septentrionale et la plus jeune de Suède.
L'architecte Adolf Melander de Stockholm a conçu la cathédrale dans un style néogothique .
La cathédrale de Luleå a un plan en forme de croix et mesure 54 mètres de long et 35 mètres de large.
Le clocher de l'église mesure environ 67 mètres de haut.
L'église est construite en brique rouge et peut accueillir jusqu'à 650 personnes, dont 500 à 520 personnes assises.

## Histoire
Deux églises ont précédé successivement la cathedrale sur le même site.
En 1667, une église en bois fut construite, qui fut remplacée en 1790 par une église en pierre – Gustafskyrkan à Luleå.
Après le grand incendie de la ville de Luleå en 1887 (sv), la construction de la cathédrale de Luleå a commencé.
L'incendie a complètement détruit l'ancienne église sur le site, l'église de Gustave, qui datait de la fin du XVIIIème siècle, a brûlé le 11 juin 1887.
Le jour anniversaire de 1889, conformément à la décision du conseil de l'église, la première pierre de la cathédrale actuelle a été posée lors d'une cérémonie solennelle dirigée par le gouverneur du comté de Norrbotten.
La construction de l'édifice actuel s'est déroulée selon les plans d'Adolf Emil Melander jusqu'à son achèvement en 1893 et a été inaugurée la même année que l'église d'Oscar Fredrik.
Lorsque l'église fut inaugurée en 1893, elle s'appelait l'église d'Oscar Fredrik en l'honneur du roi Oscar II. L'église reçut l'épithète de cathédrale et lorsque le diocèse de Luleå fut créé en 1904, elle devint la cathédrale de Luleå.
L'architecte Knut Nordenskjöld est à l'originee la décoration actuelle de L'édifice.
Les peintures murales et les décorations d'étoiles au plafond ont été supprimées et tout l'intérieur a été peint en blanc.
Des vestiges de l'ancien style sont encore visibles dans les entrées de l'église.

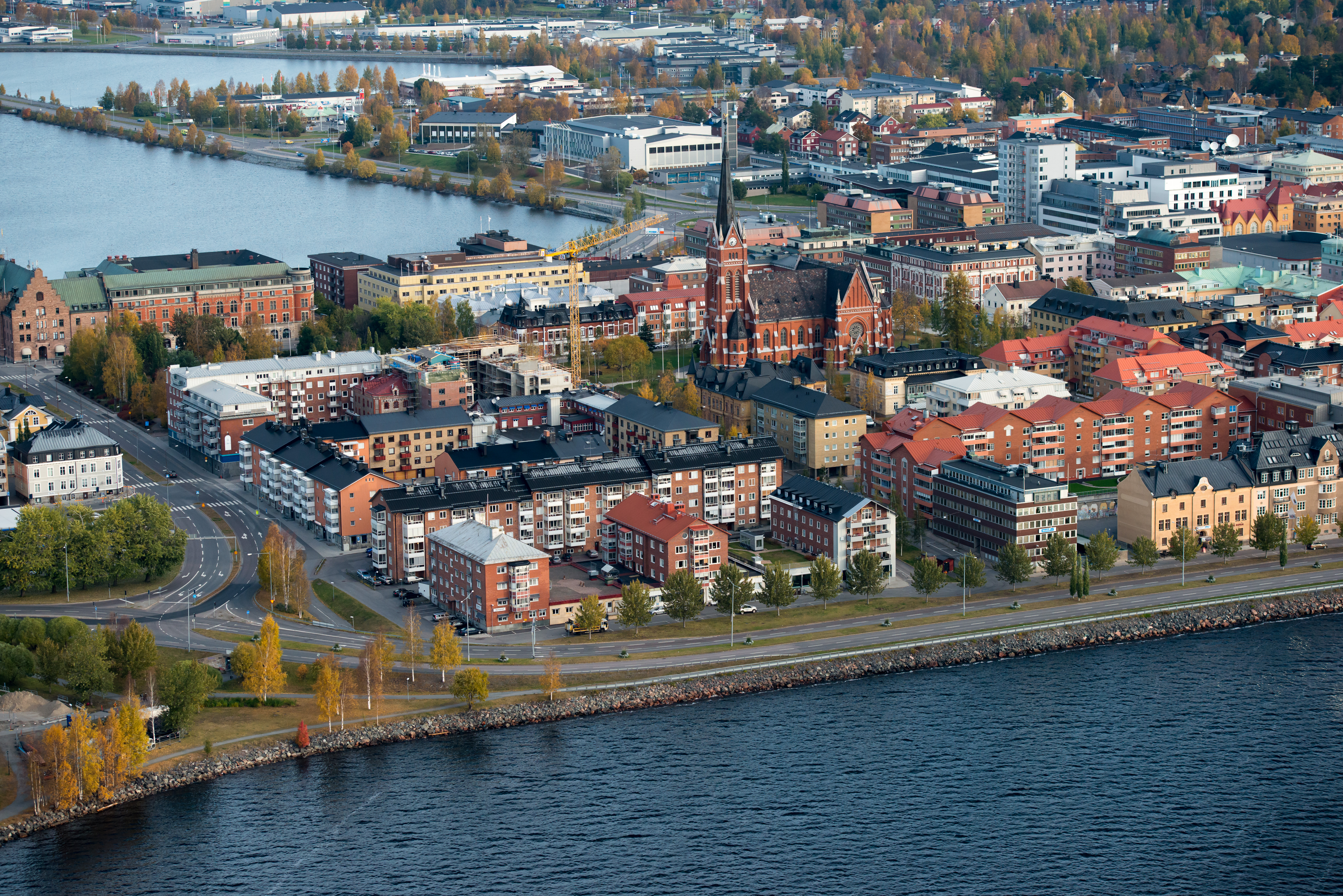
Vue aérienne de l'église et du centre-ville de Luleå.

## Galerie

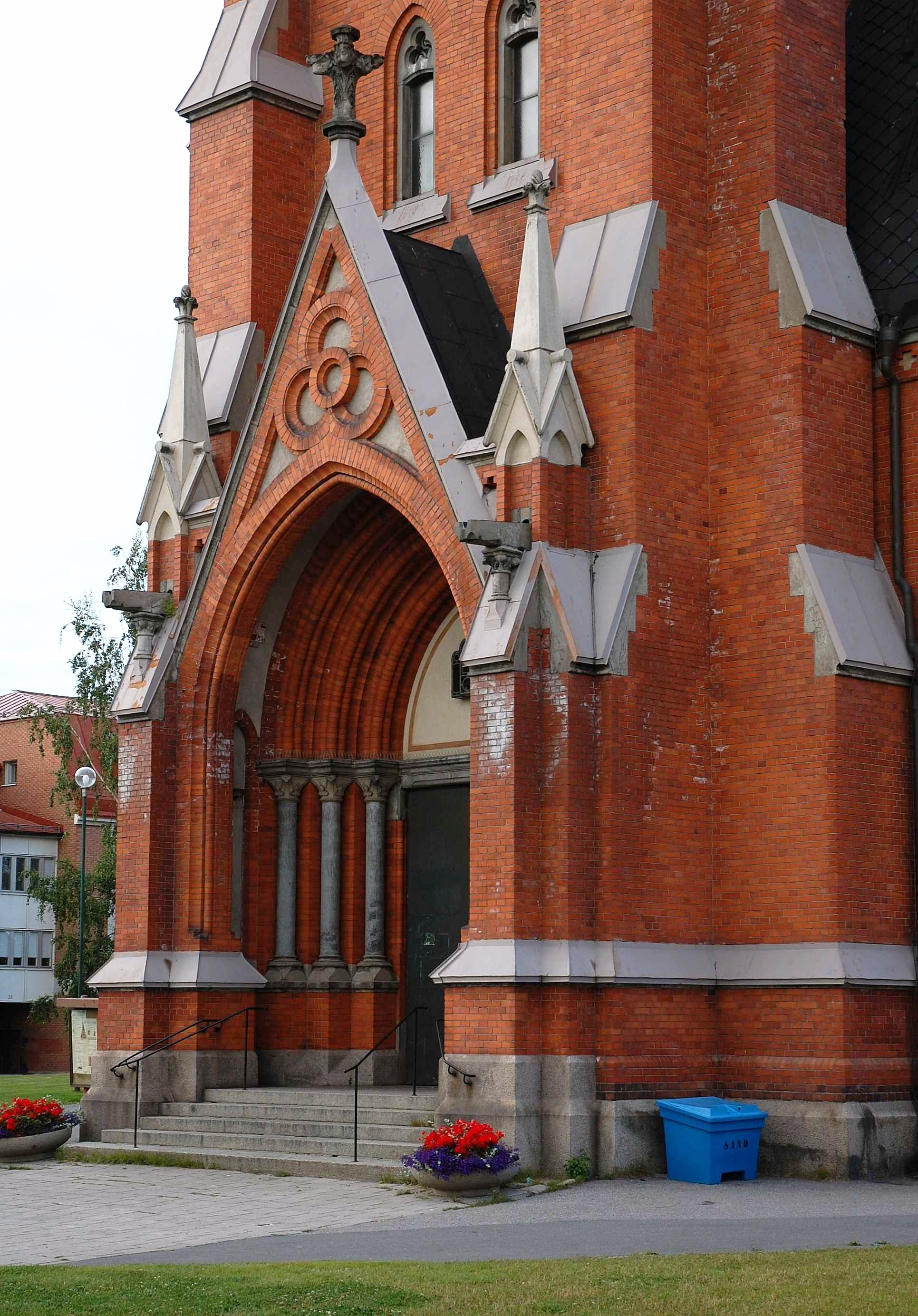
Le portail principal.
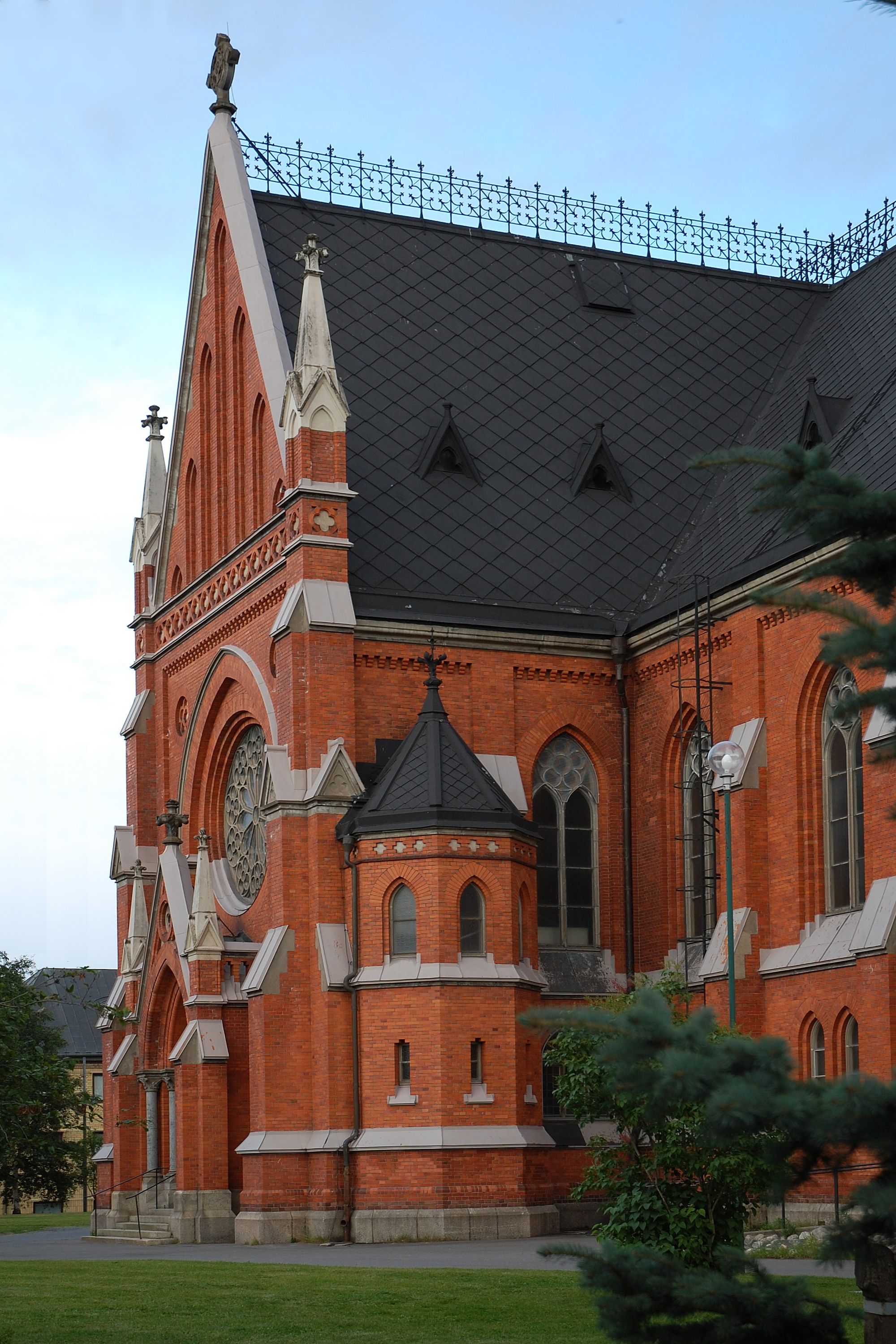
La façade nord
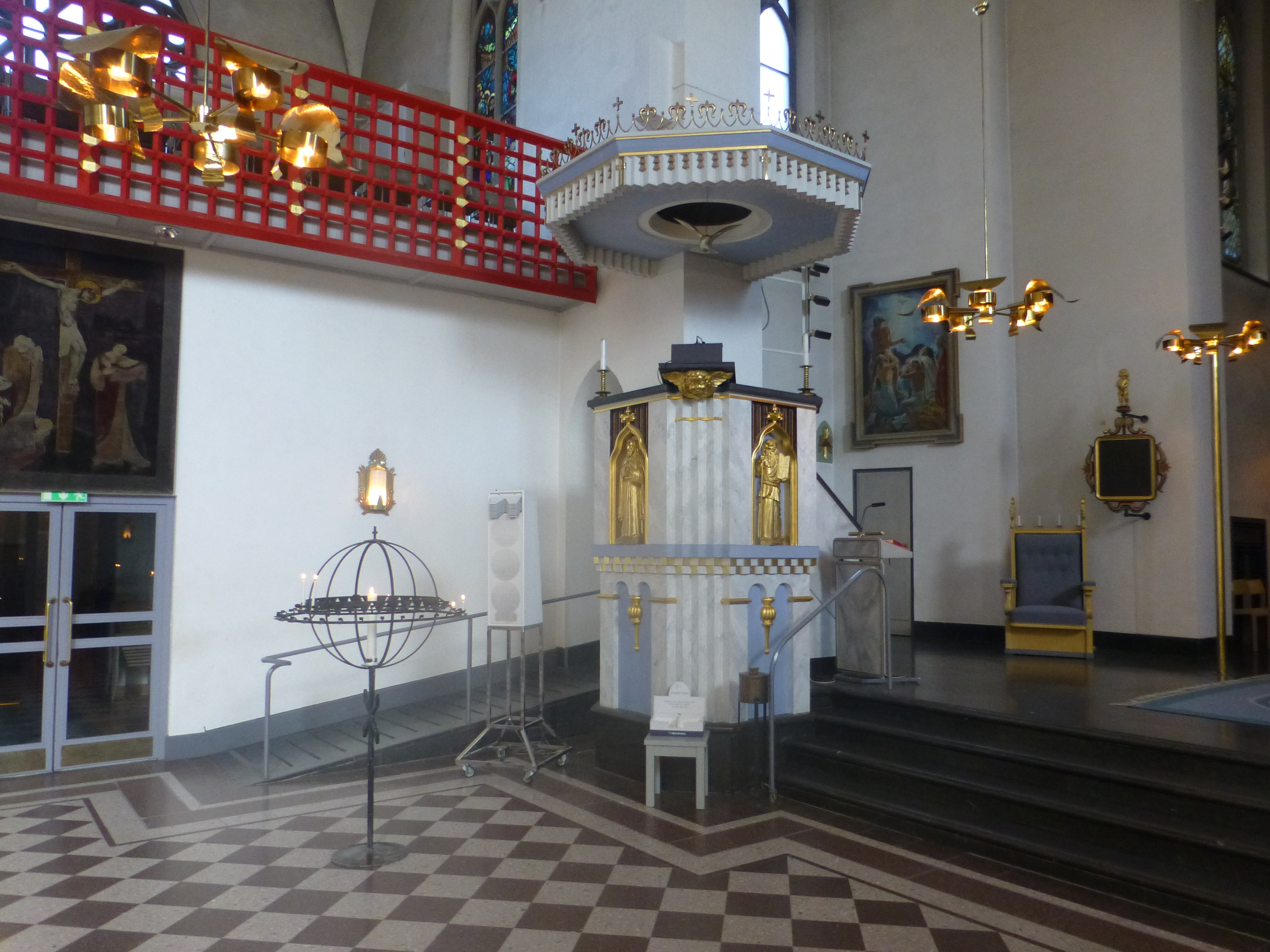
La chaire.
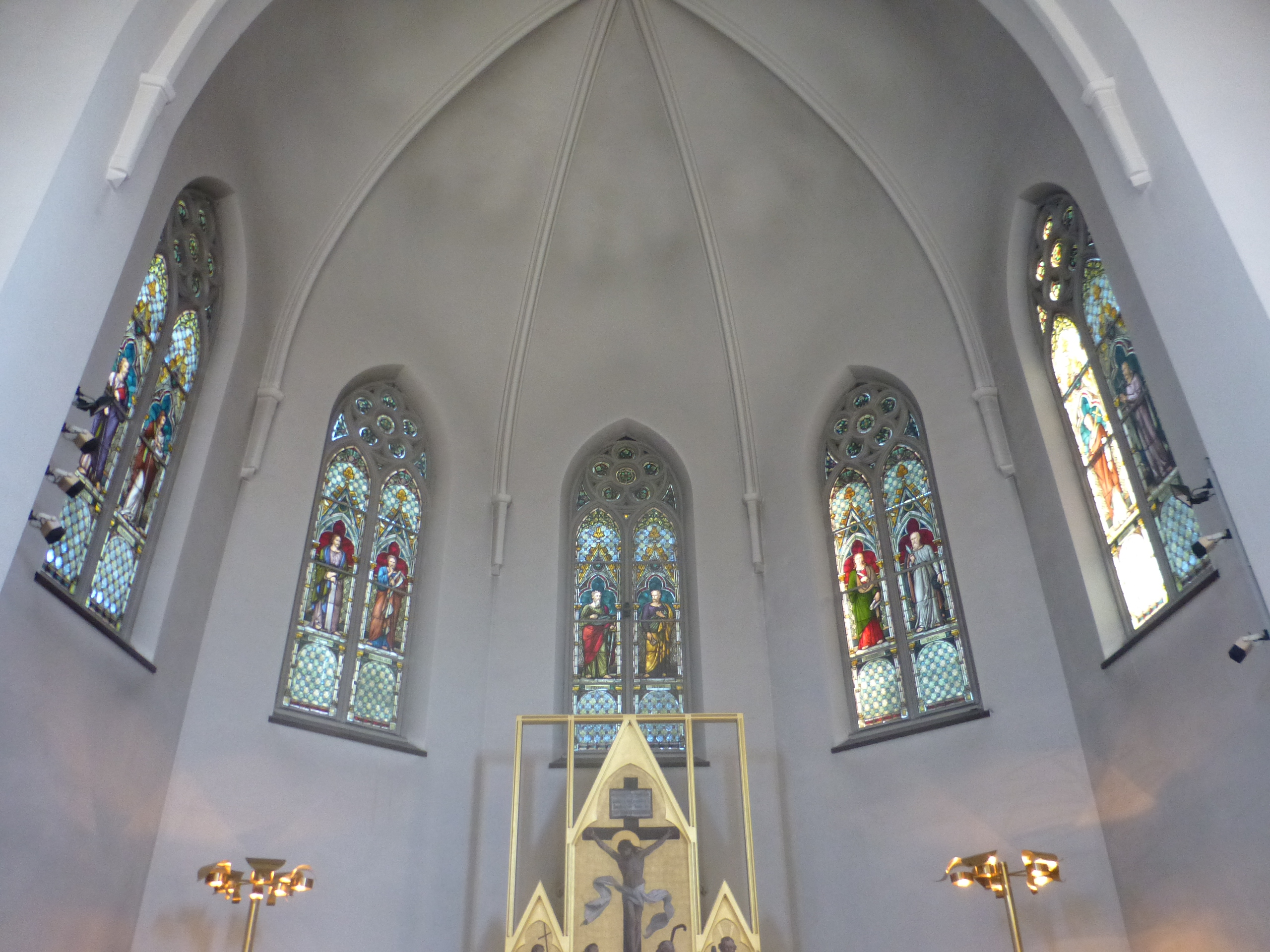
Les vitraux.

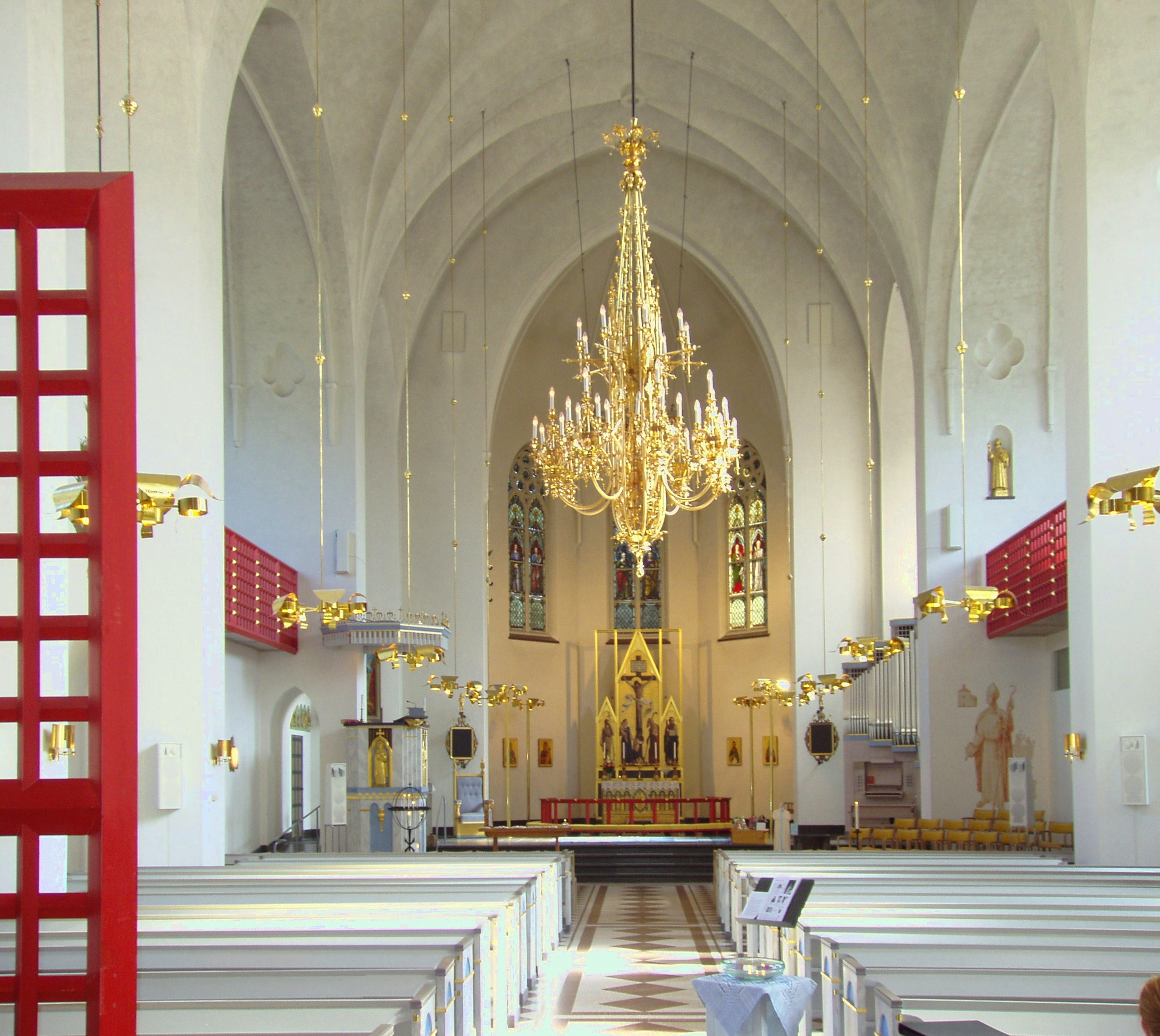
L'intérieur.
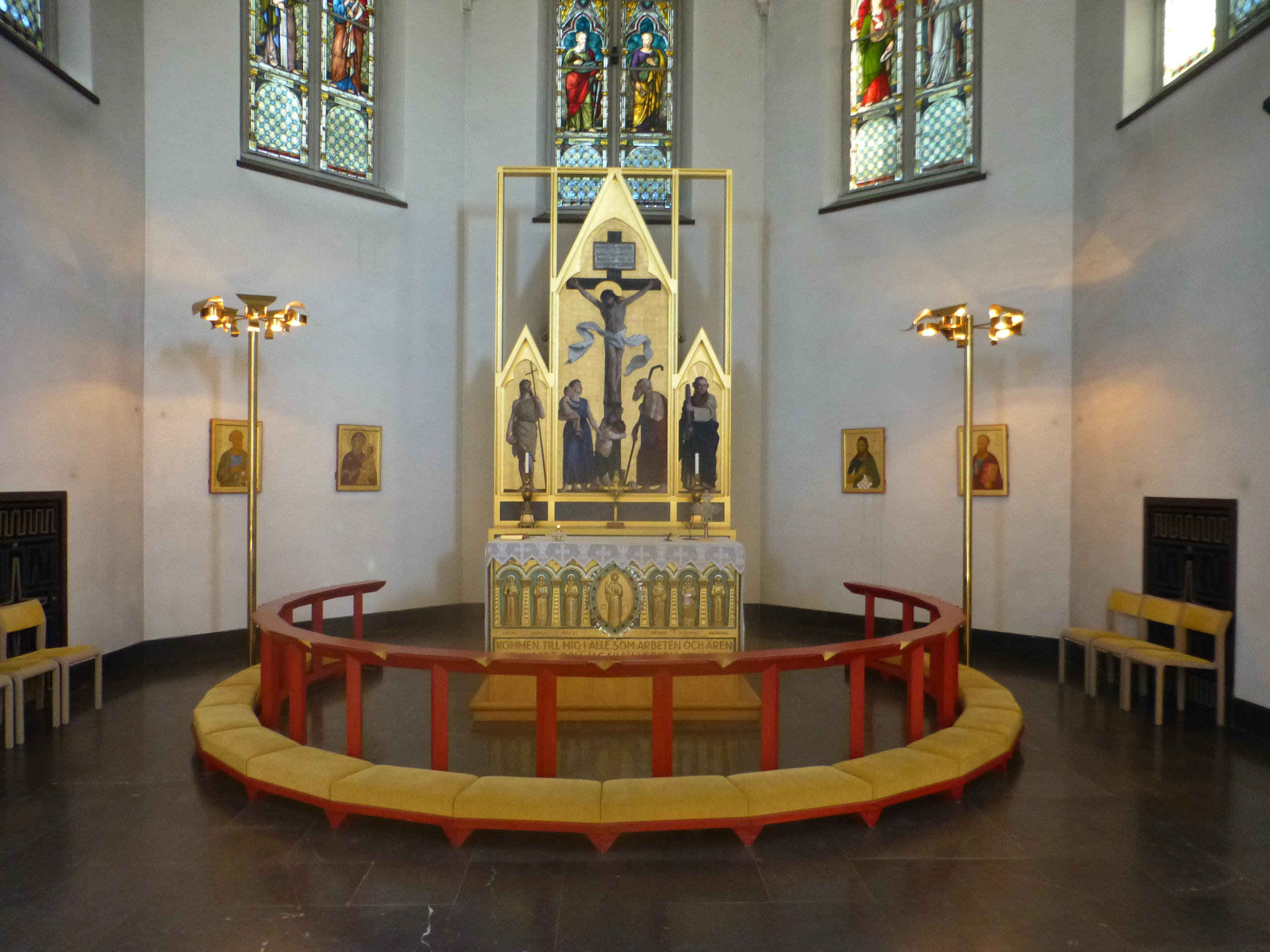
L’autel.
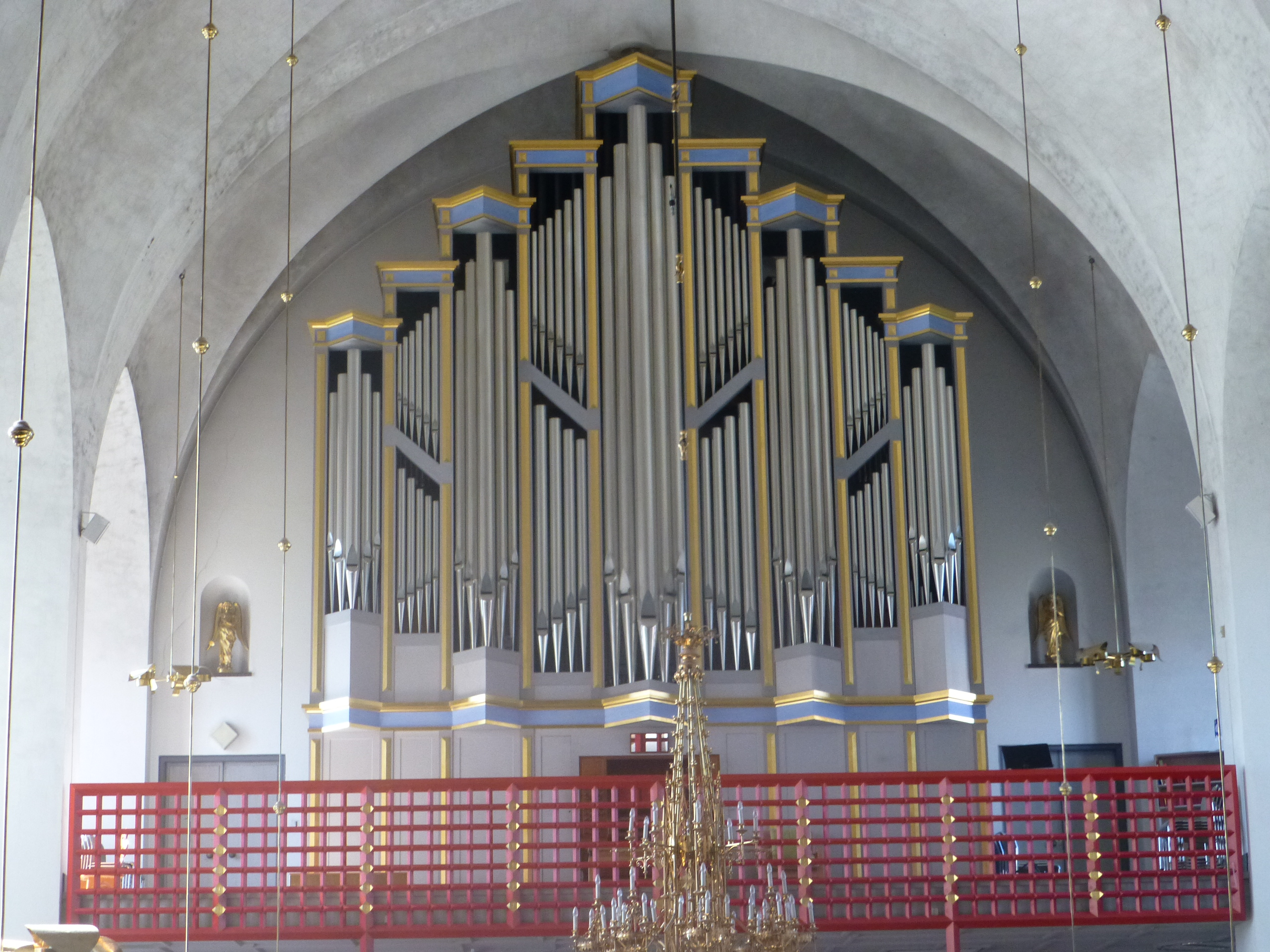
L’orgue.